# Holy Flying Circus
Holy Flying Circus ist ein britischer Fernsehfilm aus dem Jahr 2011 über die Kontroversen, die die Veröffentlichung des Films Das Leben des Brian im Jahr 1979 auslöste. Er wurde erstmals am 19. Oktober 2011 von BBC Four ausgestrahlt. Der Titel nimmt Bezug auf die Fernsehserie Monty Python’s Flying Circus.

## Handlung
Holy Flying Circus behandelt die Proteste religiöser (insbesondere christlicher) Gruppen gegen die Komikergruppe Monty Python, der Kritiker nach der Veröffentlichung ihres Kinofilms Das Leben des Brian Blasphemie vorwarfen. Der Schwerpunkt liegt auf den Hintergründen der berühmten Fernsehdebatte, die John Cleese und Michael Palin am 9. November 1979 in der Sendung Friday Night Saturday Morning mit Mervyn Stockwood, dem damaligen Bischof von Southwark, und dem christlichen Autor Malcolm Muggeridge führten. Teile dieser Diskussion wurden für den Film nachgespielt. Insgesamt ist der Film aber kein Tatsachenbericht, sondern mischt reale Ereignisse mit frei erfundenen und teils – in Anlehnung an den Stil der Monty-Python-Produktionen – absurden Nebenhandlungen, in denen auch Gott und Jesus eine Rolle spielen.

## Kritiken
Holy Flying Circus erhielt überwiegend positive Kritiken. Als negativ wurde die teils sprunghafte und unzusammenhängende Handlung bewertet. Trotzdem wurde das humorvolle Drehbuch hervorgehoben. Einhellig gelobt wurden die Leistungen der Darsteller, insbesondere Darren Boyds Auftritt als John Cleese.